# UCI Nations’ Cup U23 2012
Der UCI Nations’ Cup U23 2012 ist die 6. Austragung des UCI Nations’ Cup U23, einer seit der Saison 2007 stattfindenden Serie der wichtigsten Rennen im Straßenradsport für Männer U23.

## Rennen
Nationencup-Rennen
| Datum                   | Rennen                                        | Sieger            |
| ----------------------- | --------------------------------------------- | ----------------- |
| 7. April                | Flandern-Rundfahrt U23                        | Kenneth Vanbilsen |
| 11. April               | La Côte Picarde                               | Vegard Breen      |
| 14. April               | ZLM Tour                                      | Maxime Daniel     |
| 17.–21. April           | Toscana-Terra di Ciclismo-Coppa delle Nazioni | Fabio Aru         |
| 30. Mai–3. Juni         | Coupe des Nations Ville Saguenay              | Arman Kamyshev    |
| 26. August–1. September | Tour de l’Avenir                              | Warren Barguil    |

Internationale Meisterschaften
| Datum             | Rennen                                                          | Sieger              |
| ----------------- | --------------------------------------------------------------- | ------------------- |
| 13. November 2011 | Afrikanische Straßenradmeisterschaften – U23-Straßenrennen      | Natnael Berhane     |
| 17. Februar       | Asiatische Radsportmeisterschaften – U23-Straßenrennen          | Tomohiro Kinoshita  |
| 11. März          | Panamerikanische Straßen-Radmeisterschaften – U23-Straßenrennen | Cristóbal Olavarría |
| 12. August        | UEC-Straßen-Europameisterschaften – U23-Straßenrennen           | Jan Tratnik         |

## Gesamtwertung
| Position | Nation             | Punkte |
| -------- | ------------------ | ------ |
| 1        | Frankreich         | 113    |
| 2        | Belgien            | 89     |
| 3        | Italien            | 80     |
| 4        | Kasachstan         | 62     |
| 5        | Slowenien          | 61     |
| 6        | Norwegen           | 48     |
| 7        | Russland           | 45     |
| 8        | Niederlande        | 44     |
| 9        | Argentinien        | 43     |
| 10       | Vereinigte Staaten | 37     |